# The Legend of Heroes: Trails through Daybreak
The Legend of Heroes: Trails Through Daybreak (英雄伝説 黎の軌跡, Eiyuu Densetsu Kuro no Kiseki, lit: 'La llegenda dels herois: Traces negres') és un videojoc de rol desenvolupat per Nihon Falcom.
Es tracta del 9è lliurament de la sèrie Trails, i marca el començament de la segona part de la sèrie i té lloc a la República de Calvard. El joc té com a protagonista en Van Arkride, un jove que treballa com a Spriggan, una barreja de caçarecompenses i detectiu.
Va sortir al Japó per a PlayStation 4 el 30 de setembre de 2021 i a occident a l'estiu del 2024.

## Desenvolupament i publicació
El joc es va anunciar a la junta d'accionistes de Nihon Falcom el 17 de desembre de 2020, juntament amb la versió remasteritzada de PS4 de Nayuta no Kiseki: Kai i la versió per a Switch de Trails of Cold Steel 4. Nihon Falcom va desenvolupar el joc amb un nou motor de joc que va substituir el PhyreEngine utilitzat a la sèrie Trails of Cold Steel.
Va sortir al Japó per a PlayStation 4 el 30 de setembre de 2021. Una versió per a PlayStation 5 es va publicar al Japó i altres regions asiàtiques el 28 de juliol de 2022, juntament amb un port per a Windows en xinès i coreà. L'1 de març de 2023 se'n va publicar un port japonès per a Windows.
Un grup de traducció de fans va fer un pedaç no oficial el qual permetia inserir directament el text en anglès al videojoc, però NIS America va enviar-los una ordre de cessament l'agost de 2022. Està previst que se'n publiqui una versió en anglès per part de NIS America a mitjan 2024, incloent-hi un port per a Nintendo Switch.
El seu eslògan és 「碧空の果て、一閃の先に見ゆるは黎明の大地――」「ここから新しい軌跡（ものがたり）がはじまる」, que traduït al català voldria dir "En la infinitat del cel blau, més enllà de les centelles, s'albira la terra de l'albada... Això és el començament d'una nova traça." 
Es tracta d'un joc de paraules, ja que "cel blau" fa referència a Trails in the Sky i Trails to Azure (碧空 en japonès), "centelles" fa referència a Trails of Cold Steel (閃 en japonès), "albada" fa referència a Trails through Daybreak (黎明 en japonès), "començament" fa referència a Trails into Reverie (はじまる en japonès) i "traça" fa referència al títol de la sèrie, Trails.

## Jugabilitat
La història segueix un format de capítols, igual que molts altres jocs recents de Falcom, com ara Tokyo Xanadu, Ys IX o els jocs de la saga Cold Steel. A cada capítol el jugador passa un dia a la ciutat "base" d'Edith, on és lliure de relacionar-se amb personatges i fer missions secundàries. Després la història envia el jugador a un lloc diferent en el qual la trama avança i apareix un nou membre que s'uneix a l'equip.
L'exploració de les ciutats ha millorat gràcies al nou motor de joc, que permet àrees molt més grans. Això fa que els interiors dels edificis formin part del mateix mapa, i s'eliminen les transicions i temps de càrrega en entrar-hi o sortir-ne. A diferència de la majoria de jocs de la sèrie Trails, Trails through Daybreak no conté minijocs com la pesca o el pòquer.
Una de les novetats que presenten les missions del joc és com influeixen en el nou Sistema d'alineació L.G.C. Moltes missions fan que el jugador triï un resultat i, depenent de l'opció, el jugador guanya punts en una o més de les tres alineacions: llei (per a decisions respectuoses amb la llei), caos (per a decisions que van en contra de llei) i "gris" (per a decisions que estan entre la llei i el caos). Tot i que el sistema d'alineació no afecta la història principal ni res important com el final, sí que desbloqueja opcions que permeten al jugador aliar-se amb determinades faccions en un moment concret del joc, que desencadenen alguns esdeveniments i diàlegs únics.

### Combat
El combat és on el joc es diferencia més dels seus predecessors, amb un sistema completament renovat. El combat es divideix en dos modes: "Batalles de camp", que són batalles d'acció en temps real semblants als de la sèrie Ys, i "Batalles TA", que tenen el combat tradicional per torns (tot i que amb molts canvis). A més a més, el jugador pot canviar d'un mode a l'altre sense cap mena de transició. Tot i això, el joc anima el jugador a utilitzar els dos modes: colpejar un enemic prou vegades en una batalla de camp els atordirà, moment en què el jugador pot passar a una batalla TA amb algunes bonificacions de dany i torns retardats per a tots els enemics. Per contra, fer-ho malament en una batalla de camp pot provocar que l'enemic iniciï una batalla TA amb el jugador en desavantatge. Malgrat això, només es pot lluitar contra els monstres finals en mode TA.
En aquest lliurament l'ARCUS és substituït pel Xipha i tant les Ordres braves (Brave Orders en anglès) com els Enllaços de combat (Combat Links) desapareixen.
També s'ha renovat completament el sistema Orbement (Orbment): ara cada personatge pot equipar un Nucli buit (Hollow Core en la versió original), un Motor d'arts (Arts Driver en la versió original), diversos complements i els quarsos habituals.
- El Nucli buit és l'equivalent de Trails through Daybreak al Quars major (Master Quartz) dels jocs anteriors, però no determina quines arts (màgia) pot fer servir el personatge: més aviat, proporciona diferents millores d'estadístiques, i cadascuna té una Bonificació de Fragment especial que proporciona efectes addicionals quan s'utilitza en batalla.[7]
- El Motor d'arts s'equipa a l'Orbement de combat, cosa que proporciona un conjunt d'Arts i unes quantes ranures buides al personatge (que s'han de desbloquejar amb gemmes de sèptium) per equipar complements per a Arts addicionals (un cadascun).[7]
- Cada Orbement té ara quatre línies per equipar quarsos, amb diferents ranures a cada línia segons el personatge. El sistema emprat fins a Azure, en el qual cada quars val una sèrie de punts torna, però en comptes de desbloquejar noves arts, els punts es destinen a desbloquejar habilitats de fragment: potents habilitats passives amb tota mena d'efectes com bonificacions d'estat, autorresurrecció, curació després dels combats i fins i tot un atac especial que aniquila automàticament els enemics amb poca salut. Cada línia té un assortiment diferent de possibles habilitats, activades amb diferents combinacions de quarsos. Per descomptat, els mateixos quarsos tenen els seus propis efectes, de manera que el jugador ha de trobar l'equilibri adequat entre les habilitats de fragments i els efectes de quarsos.[7]

## Exposició
El joc està ambientat en el continent de Zemúria, cert temps després de Trails into Reverie. Aquest cop la història té lloc a la República Democràtica de Calvard, que es troba a l'est de l'Imperi d'Erebònia.
El títol japonès, Kuro no Kiseki, ve de la paraula Reimei (黎明, lit: 'albada'). La veritat dels misteris dels jocs anteriors es fa clara com l'albada d'un nou dia i indica que la història és blanca i negra. Al mateix temps, Kuro significa "fosc" i "negre". Es tracta d'una referència al protagonista que fa feines clandestines i són els colors que estan associats a ell.
Katsumi Enami, que va formar part de l'equip de Trails from Zero i Trails to Azure, s'encarrega de les il·lustracions dels personatges.

## Història
A finals de l'estiu de 1208, la República de Calvard experimenta un auge econòmic sense precedents gràcies a les compensacions de l'Imperi d'Erebònia per haver causat la Guerra Mundial (Operació Jormungandr). No obstant això, a l'altra banda d'una economia en auge, hi ha un gran conflicte causat per la gran afluència d'immigrants i les reformes polítiques massives liderades pel president Roy Gramheart, que fa un any que està al poder.
En una república així, gresol de diverses ètnies, ha sorgit i prosperat inevitablement el comerç submergit. Aquí apareixen els anomenats solucionadors clandestins, els Spriggans. Aquestes persones s'encarreguen de tota mena de feines. Per exemple, coses que la gent comuna no pot fer obertament, subcontractes de la policia i el gremi de guardabraços, i peticions de bandes i altres personatges del món clandestí, per tal de resoldre situacions relacionades amb les peticions que van rebre.
El Gabinet de Solucions Arkride, situat al barri vell de la capital de la República, és un negoci d'aquests. Un dia, abans del migdia, s'hi presenta una noia vestida amb l'uniforme del prestigiós Institut Aramis. Aleshores, el jove propietari respon a la seva petició. Això és el començament d'una nova traça que revolucionarà tota la República.

## Personatges

### Personatges principals
Van Arkride
Veu: Daisuke Ono
El protagonista d'aquest joc. És un jove solucionador (Spriggan) que dirigeix el Gabinet de Solucions Arkride. Té 24 anys. La seva arma és l'Stun Caliber (bastó atordidor).
Es pensa que té una personalitat seca i pragmàtica, però en realitat, és raonable a la seva manera i sap tenir cura dels altres. Malgrat això, no és gaire obert amb la gent. A causa de la seva feina, té una àmplia xarxa de contactes amb persones de diverses indústries i, naturalment, té tractes amb la “mala gent”. Està satisfet amb la seva vida com a solucionador, i tot i que s'acostuma a queixar de les feines que fa, sempre les completa.

Agnès Claudel
Veu: Miku Itou
L'heroïna d'aquest joc. És un estudiant de primer de l'institut Aramis. Té 16 anys. La seva arma és la vara orbal.
A primera vista, sembla innocent i dòcil, però darrere dels seus ulls amables s'hi amaga una forta voluntat i no passarà per alt res que vagi en contra de la política de l'institut. A l'institut, és membre del consell d'estudiants, on s'encarrega d'afers generals. De matèria optativa estudia autodefensa, on practica la vara orbal. Un dia, s'assabenta que algú ha robat un orb, un record del seu difunt besavi, i visita el Gabinet de Solucions Arkride d'en Van per arreglar la situació.

Feri Al-Fayed
Veu: Yui Ogura
Una noia morena, de cabells curts i d'estatura baixa que forma part d'un cos de jaegers d'alt rang: els Soldats Kurgha. Té 13 anys. La seva arma és l'espasa d'assalt.
Com que ha rebut un dur entrenament de combat des que era petita, mostra el seu costat ferotge jaeger a l'hora de lluitar. Malgrat això, no deixa de ser una noia i quan arriba a la gran ciutat reacciona tal com s'espera d'algú de la seva edat.
Quan s'assabenta que un cos jaeger amb el qual havia tingut relació ha desaparegut, la Feri comença a investigar la situació. Mentrestant, mira de contactar amb els Spriggans de la República dels quals n'ha sentit tant a parlar.

Aaron Wei
Veu: Yuma Uchida
Un casanova amb molt de renom a l'enorme barri oriental de la República i el líder d'un grup de nois apassionats. Té 19 anys. La seva arma són els estocs bessons.
Tot i ser un mestre de l'espasa i el puny de l'"Estil Flor de la Lluna", un dels tres grans estils d'arts marcials, atreu l'atenció dels altres amb altres proeses com ara guanyar munts de diners en un casino i fer danses d'espasa en obres de teatre orientals amb un paper femení. A causa d'aquest comportament extravagant, molts l'anomenen "Prodigi" o "Jove Emperador de Luo Zhou".
Hi ha moviments per nomenar-lo executiu a Heiyue, el sindicat que domina el Barri Oriental, però no sembla que l'Aaron hi tingui especial interès.

## Recepció
Al Japó, la versió de PlayStation 4 va ser el videojoc en físic més venut de la seva primera setmana de venda, amb una venda estimada de 50.100 còpies. Va estar a la llista setmanal de les 30 millors vendes durant dues setmanes més, arribant a un total de 58.300 còpies en físic venudes. La versió de PlayStation 5 va debutar a la part inferior de la llista, venent-ne 2.400 còpies.